# Nevada (musikgrupp)
Nevada var en portugisisk sångarduo under 1980-talet.
Sångarna var Jorge Mendes och Alfredo Azinheira. De representerade Portugal i Eurovision Song Contest 1987 med låten Neste barco à vela, som slutade på 18:e plats med 15 poäng.